# Gouvernement Jean Casimir-Perier
Troisième République
Gouvernement Charles Dupuy I Gouvernement Charles Dupuy II
Le gouvernement Jean Casimir-Perier est le gouvernement de la Troisième République en France du 2 décembre 1893 au 22 mai 1894.
Casimir-Perrier forme un cabinet homogène de républicains modérés (opportunistes) rompant la politique de concentration (modérés - radicaux) du précédent cabinet.

## Composition

### Ministres nommés le 2 décembre 1893
| Fonction | Fonction                           | Image | Nom                 | Parti politique                    |
| -------- | ---------------------------------- | ----- | ------------------- | ---------------------------------- |
|          | Président du Conseil des ministres |       | Jean Casimir-Perier | Républicains de gouvernement (ANR) |

| Fonction | Fonction                                                         | Image | Nom                 | Parti politique                    |
| -------- | ---------------------------------------------------------------- | ----- | ------------------- | ---------------------------------- |
|          | Ministre des Affaires étrangères                                 |       | Jean Casimir-Perier | Républicains de gouvernement (ANR) |
|          | Ministre de la Justice                                           |       | Antonin Dubost      | Gauche progressiste                |
|          | Ministre de l’Intérieur                                          |       | David Raynal        | Républicains de gouvernement (ANR) |
|          | Ministre des Finances                                            |       | Auguste Burdeau     | Républicains de gouvernement       |
|          | Ministre de la Guerre                                            |       | Auguste Mercier     | Républicain libéral (Indépendant)  |
|          | Ministre de la Marine                                            |       | Auguste Lefèvre     | Indépendant                        |
|          | Ministre de l'Instruction publique, des Beaux-Arts et des Cultes |       | Eugène Spuller      | Républicains de gouvernement (ANR) |
|          | Ministre des Travaux publics                                     |       | Charles Jonnart     | Républicains de gouvernement (ULR) |
|          | Ministre du Commerce, de l'Industrie et des Colonies             |       | Antoine Marty       | Républicains de gouvernement (ANR) |
|          | Ministre de l'Agriculture                                        |       | Albert Viger        | Gauche progressiste                |

### Nomination du 3 décembre 1893
| Fonction | Fonction                                                             | Image | Nom           | Parti politique     |
| -------- | -------------------------------------------------------------------- | ----- | ------------- | ------------------- |
|          | Sous-secrétaire d'État aux Colonies (auprès du ministre du Commerce) |       | Maurice Lebon | Gauche progressiste |

### Remaniements du 20 mars 1894
- L'administration des Colonies est disjointe du ministère du Commerce et de l'Industrie et devient un ministère de plein exercice.

| Fonction | Fonction              | Image | Nom              | Parti politique     |
| -------- | --------------------- | ----- | ---------------- | ------------------- |
|          | Ministre des Colonies |       | Ernest Boulanger | Gauche démocratique |

## Politique menée
Le gouvernement doit faire face à la menace anarchiste qui se manifeste notamment par le geste d'Auguste Vaillant, lançant une bombe dans l'hémicycle le 9 décembre. Cet incident vaut une forte popularité à Dupuy qui préside la séance et fait preuve d'un grand sang-froid. En décembre, les deux premières lois visant à lutter contre l'anarchisme ont été adoptées. La politique de rapprochement avec les catholiques ralliés (« esprit nouveau ») est vivement critiquée sur les bancs de gauche. Sur le plan extérieur, le cabinet peut signer la convention militaire franco-russe.

## Fin du gouvernement et passation des pouvoirs
Le 22 mai 1894, le gouvernement est renversé (257 - 217) par une coalition des extrêmes (royalistes et socialistes) sur une interpellation faisant suite au refus de Jonnart de permettre aux ouvriers de l'État de se syndiquer. Jean Casimir-Perier présente la démission du Gouvernement au président de la République, Sadi Carnot.
Le 24 mai 1894, le président propose à Paul Peytral (ancien ministre des Finances) de se charger de la formation d'un gouvernement radical, ce dernier refuse.
Le 25 mai 1894, Carnot charge Henri Brisson à former un nouveau cabinet radical, celui-ci accepte la mission mais sans y parvenir.
Le 28 mai 1894, Charles Dupuy est finalement rappelé à former un nouveau gouvernement, il accepte la proposition.
Le 30 mai 1894, Dupuy parvient à former le nouveau ministère.